# Persone di nome Domingo
| Questa pagina contiene informazioni ricavate automaticamente dalle voci biografiche con l'ausilio del template Bio e di un bot. L'aggiornamento è periodico e automatico e ricostruisce completamente la pagina. Se manca una persona in questa lista, sei pregato di non aggiungerla, ma accertati piuttosto che la sua voce biografica contenga il template Bio e che i dati anagrafici siano correttamente compilati. Se il template Bio manca, inseriscilo tu stesso o, in alternativa, metti l'avviso {{tmp\|Bio}} che ne segnala la mancanza. Se i dati riportati sono sbagliati, correggi direttamente la voce biografica; le modifiche saranno visibili in questa lista entro pochi giorni. Per chiarimenti vedi il progetto antroponimi. La lista contiene solo le 60 persone che sono citate nell'enciclopedia e per le quali è stato implementato correttamente il template Bio. Pagina aggiornata al 6 ago 2025. |

Questa è una lista di persone presenti nell'enciclopedia che hanno il nome Domingo, suddivise per attività principale.

## Allenatori di calcio(1)
- Domingo Cisma, allenatore di calcio e ex calciatore spagnolo (Siviglia, n. 1982)

## Ammiragli(1)
- Domingo Pérez de Grandallana y Sierra, ammiraglio spagnolo (Jerez de la Frontera, n. 1753 - Madrid, † 1807)

## Arbitri di calcio(1)
- Domingo Lombardi, arbitro di calcio uruguaiano (Santa Lucía, n. 1898 - † 1971)

## Architetti(2)
- Domingo de Petrés, architetto spagnolo (Provincia di Valencia, n. 1759 - † 1811)
- Domingo de Andrade, architetto spagnolo (Cee, n. 1639 - Santiago di Compostela, † 1712)

## Arcivescovi cattolici(1)
- Domingo Polou, arcivescovo cattolico spagnolo (Gandia, n. 1679 - Reggio Calabria, † 1756)

## Artisti(1)
- Dom Orejudos, artista, ballerino e coreografo statunitense (Chicago, n. 1933 - Boulder, † 1991)

## Calciatori(19)
- Domingo Benegas, ex calciatore paraguaiano (Capiatá, n. 1946)
- Domingo Bertolo, calciatore argentino (Rosario, n. 1913)
- Domingo Blanco, calciatore argentino (Punta Alta, n. 1995)
- Domingo Careaga, calciatore spagnolo (Getxo, n. 1897 - † 1947)
- Domingo Cáceres, ex calciatore uruguaiano (n. 1959)
- Domingo Drummond, calciatore honduregno (n. 1957 - † 2002)
- Domingo Ferraris, calciatore argentino (Buenos Aires)
- Nicolás Fuentes, calciatore peruviano (Mollendo, n. 1941 - † 2015)
- Domingo García Heredia, calciatore peruviano (n. 1904 - † 1986)
- Domingo Gómez-Acedo, calciatore spagnolo (Bilbao, n. 1898 - Getxo, † 1980)
- Domingo Lejona, ex calciatore argentino (Chascomús, n. 1938)
- Arcángel López, calciatore argentino (La Plata, n. 1938 - Ourense, † 2021)
- Domingo Massaro, calciatore e arbitro di calcio cileno (Iquique, n. 1927 - Santiago del Cile, † 2025)
- Domingo Pérez, calciatore uruguaiano (Paysandú, n. 1936 - Paysandú, † 2024)
- Domingo Pillado, calciatore cileno (n. 1928 - † 2018)
- Federico Sáiz, calciatore spagnolo (Molledo, n. 1912 - Molledo, † 1989)
- Domingo Tarasconi, calciatore argentino (Buenos Aires, n. 1903 - Buenos Aires, † 1991)
- Domingo Tejera, calciatore uruguaiano (Montevideo, n. 1899 - Montevideo, † 1969)
- Domingo Zaldúa, calciatore spagnolo (San Sebastián, n. 1903 - San Sebastián, † 1986)

## Cantanti(2)
- Américo, cantante cileno (Arica, n. 1977)
- Sam the Sham, cantante statunitense (Dallas, n. 1937)

## Cardinali(2)
- Domingo Pimentel Zúñiga, cardinale, arcivescovo cattolico e nobile spagnolo (Segovia, n. 1585 - Roma, † 1653)
- Domingo Ram y Lanaja, cardinale, arcivescovo cattolico e politico spagnolo (Alcañiz, n. 1345 - Roma, † 1445)

## Cestisti(3)
- Domingo Bárcenas, cestista, pallamanista e allenatore di pallamano spagnolo (Salamanca, n. 1927 - Cercedilla, † 2000)
- Domingo Sibilla, ex cestista cileno (Santiago del Cile, n. 1935)
- Alejandro Tejeda, ex cestista e allenatore di pallacanestro dominicano (Santo Domingo, n. 1949)

## Ciclisti su strada(1)
- Domingo Perurena, ciclista su strada spagnolo (Oiartzun, n. 1943 - San Sebastián, † 2023)

## Compositori(3)
- Domingo Crisanto Delgado Gómez, compositore spagnolo (Güímar, n. 1806 - San Juan, † 1858)
- Domingo Federico, compositore, direttore d'orchestra e attore argentino (Buenos Aires, n. 1916 - Rosario, † 2000)
- Domingo Miguel Bernabé Terradellas, compositore spagnolo (Barcellona, n. 1713 - Roma, † 1751)

## Economisti(1)
- Domingo Cavallo, economista e politico argentino (San Francisco, n. 1946)

## Esploratori(2)
- Domingo de Bonechea, esploratore spagnolo (Getaria, n. 1713 - Tahiti, † 1775)
- Domingo Martínez de Irala, esploratore spagnolo (Bergara - Asunción)

## Fumettisti(1)
- Domingo Mandrafina, fumettista argentino (Buenos Aires, n. 1944)

## Giocatori di calcio a 5(1)
- Domingo Valencia, ex giocatore di calcio a 5 spagnolo (n. 1966)

## Giuristi(1)
- Domingo Santa María, giurista, scrittore e politico cileno (Santiago, n. 1824 - Santiago, † 1889)

## Imprenditori(1)
- Domingo Matheu, imprenditore, marinaio e politico spagnolo (Mataró, n. 1765 - Buenos Aires, † 1831)

## Militari(3)
- Domingo Elizondo, militare spagnolo (Madrid, † 1783)
- Domingo Ortíz de Rosas, militare spagnolo (n. 1683 - † 1756)
- Domingo de Ugartechea, militare messicano († 1839)

## Pallavolisti(1)
- Domingo González, pallavolista portoricano (n. 1990)

## Pittori(1)
- Domingo Valls, pittore spagnolo

## Politici(4)
- Domingo Caycedo, politico colombiano (Puente Aranda, n. 1783 - Bogotà, † 1843)
- Domingo Elías, politico peruviano (Ica, n. 1805 - Lima, † 1867)
- Domingo Nieto, politico peruviano (Ilo, n. 1803 - Cusco, † 1844)
- Domingo Faustino Sarmiento, politico argentino (San Juan, n. 1811 - Asunción, † 1888)

## Presbiteri(1)
- Domingo de Soto, presbitero, filosofo e teologo spagnolo (Segovia, n. 1494 - Salamanca, † 1560)

## Religiosi(1)
- Domingo Báñez, religioso e teologo spagnolo (Valladolid, n. 1528 - Medina del Campo, † 1604)

## Scrittori(1)
- Chimalpahin, scrittore (Amecameca, n. 1579 - Città del Messico, † 1660)

## Ultramaratoneti(1)
- Domingo Catalán, ex ultramaratoneta e ex maratoneta spagnolo (Barcellona, n. 1948)

## Velisti(1)
- Domingo Manrique, ex velista spagnolo (Las Palmas de Gran Canaria, n. 1962)

## Vescovi cattolici(2)
- Domenico Henares de Zafra Cubero, vescovo cattolico e santo spagnolo (Baena, n. 1765 - Nam Dinh, † 1838)
- Domingo de Salazar, vescovo cattolico spagnolo (Labastida, n. 1512 - Madrid, † 1594)